# Frances (Washington)
Frances es un área no incorporada ubicada en el condado de Pacific en el estado estadounidense de Washington.

## Geografía
Frances se encuentra ubicado en las coordenadas 46°32′33″N 123°30′13″O / 46.54250, -123.50361.